# 臨江戰役
臨江戰役，中国共产党和后来的中华人民共和国又稱之为四保臨江，或经常与其配合的北满军事行动并称“三下江南、四保臨江”，是指1946年11月國共內戰期間，陳雲等領導長白山區的東北民主聯軍守住南滿根據地的同時，對國民革命軍進行的作戰，目的是破坏杜聿明的“先南後北，南攻北守”戰略。

## 背景

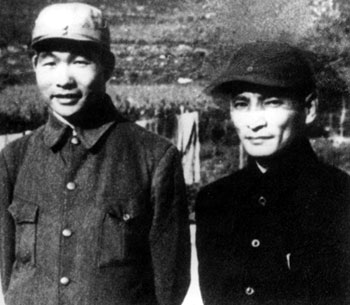
1947年，萧劲光和陈云在临江。

1946年5月，杜聿明率领的国军主力取得本溪进攻战、四平会战胜利后，推进至长春、吉林市以北的松花江南岸；共产党领导的东北民主联军北撤到松花江北，与国军隔江对峙。南满的东北民主联军趁国军主力空虚，发动鞍海战役，1946年5月22日攻克鞍山，并乘胜南下海城，迫使驻守海城的滇军第60军第184师师长潘朔端率部投诚，进而又一鼓作气拿下大石桥和营口等城市，并在新开岭全歼第52军第25师，俘虏师长李正谊。东北国军被迫改变作战方针为“先南后北”，集中主力先扫平南满再图谋北满。国军一方面固守沈阳、抚顺和鞍山等大中城市，一方面用王牌新六军扫荡民主联军辽南独立师。
南满東北民主聯軍在1946年10月25日在国军进攻下放弃安东市、通化市后，至11月下旬在南滿仅存的临江县、长白县、抚松县、靖宇县四座人口稀少的小县，形势十分危急。
1946年11月中共中央东北局决定派遣中共東北局副書記、東北民主聯軍副政委、辽东分局书记、辽东军区政委陈云、萧劲光赴临江，组建辽东分局（亦称南满分局）组织反抗。陈云兼任分局书记和辽东军区政治委员，萧劲光任辽东军区司令员，萧华任分局副书记、辽东军区副司令员兼副政委。12月，在七道江会议上，陈云坚持主张所在部队坚守南满，反对北撤到北满的方针。 
而此时，由杜聿明率领的国军进攻北满共军根据地，陈云同萧劲光指挥辽东军区部队，落实七道江会议派主力部队跳入敌后游击作战策略，与国军在临江地区胶着。萧华亲临辽南“岗边根据地”的南台村，向辽南省委、辽南军区传达了七道江会议精神，并作了目前形势与任务的报告：“肯定了辽南党、政、军坚持辽南、出击敌后有功；要求抓紧时间补充扩大部队和进行休整，准备下一步的作战”，发出了“进行反攻、打出去、收复辽南失地”的号召。辽南党政军以“生在辽南，战斗在辽南，胜利在辽南”的口号，在“四保临江”“三下江南”战役中，辽南独立师和辽南第一、第五2个军分区及县、区武装向国军占领的中长路辽南沿线的城市主动进攻，先后进行了三打鞍山、五打大石桥、三打海城、二打营口等拉锯战。经过百余次战斗，牵制了新六军三个师，歼敌2400余人，减轻了保卫临江正面战场的压力，完成了拖住新六军的战略任务。陈云在1947年有过评价: “辽宁出击敌后有功，将新六军主力牵制在辽南，对四保临江起了很大作用。”并且赞誉辽南军区地方武装是“辽南檐下一盏灯”。
1946年12月3日吉林省委召开会议，研究敌人向桦甸增兵后的形势，决定吉东警备二旅和吉南二十四旅应该采取积极军事行动，以保卫东满并配合西北面我军对敌作战。会后，吉林军区副司令员赖传珠、副政委唐天际等组成前方指挥所进驻桦甸县江东，直接指挥吉东警备二旅和吉南二十四旅，挺进敌后活动，配合保卫临江作战。12月6日  吉林军区命令吉南军分区二十四旅撤回桦甸江东执行防务。12月8日　驻桦甸国民党六十军一八二师五四四团一营在县保安大队的配合下，从大勃吉口子过松花江对江东解放区进行骚扰，吉南军分区副司令员蒋克诚率七十一团、七十二团在鸭绿沟阻击，毙敌50人，俘敌250人。

## 四次戰役

### 第一次保卫临江
1946年12月16日萧劲光、陈云、萧华、程世才致林彪、东北局并中共中央电：“已决定四纵全部伸向通化、桓仁、浑江以西，在安奉路两侧"大闹天宫"，消灭弱敌，调动敌人，支持地方。如敌围歼计划不变，则决以三纵一部坚持长白山区外，主力亦到敌后。那时除长白外，其余县城均将被占。估计两个大兵团到敌后作战，在伤兵、减员、补充等问题上极端困难。但不经反复、长期艰苦斗争，不能坚持南满。”
1946年12月17日，國軍集中6個師，沿輝南、柳河、通化、桓仁、寬甸一線向臨江地區發起進攻。兵力10个团：
- 第52军195师（583、584、585团）从通化为中路主攻
- 第52军第2师（4、5团）从辑安为右路。第6团守备辑安；
- 第71军91师（271、272、273团）从桓仁出发为第二梯队；
- 新一军新30师88团、第60军182师546团及暂编21师第1团的一个营，从柳河、辉南出发为左路。

东北保安司令部副司令长官郑洞国率领东北保安司令部前方指挥所，进驻通化。
1946年12月18日，韩先楚、彭嘉庆、刘澜波、欧阳文、李福泽等率四纵队前方指挥所及东北民主联军第4纵队主力10师、11师由六道江出发，轻装插入敌后。
- 第10师组成挺进敌后右路纵队。第10师师长杜光华、政委葛燕璋率部由通化县东升堡（今光华镇东升村）一带出发，越过梅（河）辑（安）铁路西进，攻占新宾东昌台。12月22日于红庙子、莺营（英盈村）与辽宁军区三分区会合。该师向本溪、抚顺、营盘三角地区前进，连克平顶山、苇子峪、碱厂、小市。在苇子峪歼敌保安一个连和叛变的地方武装70余人外，在小市追击中俘敌92名，毙伤敌30余人。行军途中由于缺少防寒知识，冻伤减员严重。
- 由11师组成挺进敌后左路纵队，第四纵队政委彭嘉庆、副司令员韩先楚、副政治委员欧阳文、参谋长李福泽、安东省委书记刘澜波，第11师师长蔡正国、政委李炳令、副师长周光率领下，由六道江出发，越过梅辑铁路、通（化）永（陵）公路向敌后开进。连克二户来歼灭一股敌地方武装，因急于插入敌后，对俘虏简单宣传教育后即释放，这批俘虏回去后立即报告共军主力大部队南下的消息，郑洞国命令3个师回援本溪、桓仁，追击共军。11师32团于22日攻克钓鱼台、25日克双山子，33团于31日克牛毛坞、31团于1月1日克太平哨，在沙尖子缴获大量柞蚕丝棉，解决了部队冬装。
- 第12师为挺进敌后先遣部队，12月14日师长江燮元、政治委员潘寿才率领师部与第34团于辑安县横路、台上一带出发，跨过浑江插入敌后，20日抵桓仁县八里甸子歼敌地主武装300多人，28日转战至安沈路通远堡以西辽阳县隆昌州一带拟开辟局面，敌以5个师合击，遂南下与辽南独立一师会合于岫岩县一面山，背靠旅大苏军开辟辽南碧流河地区敌后根据地。第35团在新开岭战役后一直留在敌后凤城县石头城子以北三股流（今属大兴镇）一带活动，团政委率二营归建纵队时损失；副团长率三营去八河滩一带开展地方斗争，在大洋沟休息时遭宽甸、凤城之敌袭击，全营溃散；只有团长鞠文仪率一营留在三股流石头城原地与國軍周旋，与纵队主力会合。1947年7月以辽宁军区独立第2师的第7、第8团合编重新组建了四纵第35团。第36团留通化-辑安一线防御国军进犯，暂归辽东军区直接指挥。

12月20日，陈云写信给林彪、彭真、高岗，“农民群众已经在分地后确知八路是代表他们利益的。因此，当我军未退时，担架是可以组织的，一切是可以完成任务的。这已经不是简单的形式，而是表明群众真正有了觉悟。此次我军撤退，亦无群众扣捕落伍人员事件，相反，个别群众还有掩护的。这是四个月来（从七月起）土地改革的效果。但群众鉴于日俄战争、九一八事變和日本投降的经验，认为后退者必一去不返。因此，他们认为我军大势已去，眼看已得利益不可保，并且最重要的是已得利益不多，不值得为此而拼死斗争。所以敌来时，大家不逃，村干部出来维持顽军（也是顽军的需要，要他们派夫派差），所有我寄存群众家中或埋藏的物资（群众知道的），群众统统献给顽军或保安队、警察。民兵一部被坏人领导投敌，大部散了。区中队也如此。本地干部不愿离家，或离家随队几天，陆续溜走，只有少数（每县二十人左右）尚随我地方武装行动。县大队大量逃跑，完全不能抵抗保安队、警察。南满情况警告了我们全东北（尤其北满未沦陷区），如果今冬明春敌向东、北、西满进攻时，在任何被占区中都必发生与南满同样情形，即不论土地分得如何彻底，但因为时间太短，群众得利不多（如果我保持了三年以上的地区或可例外），不能希望群众起来游击或摆地雷阵，不能希望群众与我并肩作战。我此刻深深体会"拉锯"反复斗争的意义，不如此，群众是不能进一步起来的。”“地方武装问题。事实证明，打过土匪的民兵区中队都没有用，应该在敌占前，或则改编给主力，或则先后退整理，求精不在乎多。林总提出先后退整理，然后再回去，此法可行。县大队是小部叛、大量逃，也以早些改编一部分给主力为妙，免得济敌。那末，敌来时何种队伍没有垮呢？只有地方基干团。虽然也有逃亡的，也不能打正规顽军，但减员之后还能撑住。因此，东、西、北满各地每个分区都须有两个基干团（强者应如松江王奎先之七团，次者亦须如温玉成之一、三团），没有这样的团，敌来时是毫无办法支持地方的。为了使基干团以及某些县大队、县独立团得到锻炼，请你们考虑可否派出北面的地方基干团到边缘地区活动，使他们在主力掩护之下，见识见识与顽军的作战。凡是与顽军作战有过锻炼的，战斗力就强，敌来不会垮。清原以北的县大队、县独立团及联合县的独立团都是如此，撤退时也可全师而退。未与顽军接触过的，闻风即溃。”“现在干部牺牲很多。据辽南报告，岫岩一县即三百人，主要损失于事前未精简，还是平常那一套，架子大，干部多，体弱者和妇女不少。”“我感到有困难的，决非在人事，这我完全可以对付，困难在于军事，我毫无经验。发生争论时，我无从说话，必须弄清事实，弄清利害，才能下决心。本来懂得军事的人，有许多问题是常识问题，但对我来说，却非下大力去摸不可。这件事比在北满不知苦多少倍，尤其因为军事常常逼在眼前，非迅速决定不可，而且我不能不管。但勇气是有的，现在正鼓起勇气来补十年内战、八年抗战所未上的课。”
四纵在敌后歼灭国军3000余人，迫使国军于12月30日从正面战场调第九十一师等部回援本溪、桓仁地区。第四纵队主力适时以师为单位分散到外围活动：
- 第十师分两路：
  - 第三十团在地方部队配合下，于1月1日向马郸群、救兵台之国军保安团攻击，2日向孤守的敌二〇七师搜索连攻击，均未获全胜。该团后经湾甸子、旧门进至八王槽。24日向苇沙河守敌一九五师一个连袭击，守敌逃窜。
  - 第十师主力由小市、中心台经蓝河峪、步达、沙尖子之线东进，17日到八王槽。
- 四纵机关率第十一师于1月2日向宽甸以南活动。4日三十二团向永甸守敌攻击，全歼国军二师一个连及警300余人，再攻长甸未克，即转向东北行进。途经蒿子沟与增援之敌一个营遭遇，当即将敌击退。为摆脱正面之国军回师围攻，纵队率第十一师跨浑江东进，17日与第十师会师于八王槽一带。18日奉命配合第三纵队于大蚊子沟伏击南逃之敌第二师两个团。因路线选择不当，雪深及膝，运动困难，致国军南逃辑安。25日纵队率第十师进至六道江参加正面作战。第十一师留驻青沟子一带，准备再次深入敌后。

担任正面阻击的第3纵队部署为：
- 第9师，辽宁军区独立第二师在右翼凉水河子、闹枝沟一线，对抗柳河、辉南之敌；
- 第7师、第8师第22团在通化正面的四道江及其北侧的下四平村，抗击通化第195师进攻；
- 第8师（欠第22团）、第12师第36团在左翼的六道沟门以东的大南岔，抗击通化-辑安敌军。

1月3日，三纵第7、8两师准备围歼進至通化东南六道沟门（今果松镇附近）的第195师第584团，因协同不够，包围不严，战斗两日未果，敌西逃通化。1月19日，第584团沿辑安至通化公路向青沟子（今清河镇附近）前进，15时许，其前卫营到达小黄沟（今清河镇与热闹村之间）。第七师师长邓岳决心歼灭小黄沟之敌，命令第19、20两团向小黄沟靠拢。两团到达后，立即将敌合围。19日黄昏，第20团第2营出其不意攻占了小黄沟东北高地。当夜，第584团主力丢下前卫第2营，仓皇回逃。1月20日拂晓，第19、20两团和师山炮营猛烈炮击后，20团冲击，19团断敌后路，两团夹击，至1月20日午后16时许，将第2营全歼，营长以下120人阵亡，副营长方中堂以下450人被俘，缴获轻重机枪26挺，步枪300枝，火炮7门，汽车多辆。小黄沟一战，是共军在南满正面战场打出的第一个歼灭战，也是一保临江作战唯一歼灭敌1个营的作战。
1月5日，北满主力部队南下松花江，向中长路两侧的长春、吉林以北地区展开强大攻势，迫使敌人不得不暂时放弃对南满的进攻:166-168。1月21日，收復通化以南地區:8271。
1月中旬，四纵主力六个团即回长白，与三纵合击通化、辑安地区五十二军的195师及2师，敌均逃脱，仅消灭195师5个连。此后，四纵主力4个团及三纵全部都集中作战。四纵十一师全部则仍在浑江以西、安奉路以东，进行钳制敌人的作战，配合及扶持地方武装。由于四纵深入敌后作战，到1947年1月前后共进行大小战斗50余次，攻克据点40余处，缴获轻重机枪20余挺，使宽甸以北，碱厂以东，救兵台以南，桓仁以西75公里地区，已无敌踪，迫使敌人由前线抽回4个师的兵力，以巩固其占领区并寻求与四纵主力作战。十二师师部率主力三十四团会合辽南独立师，目前虽被压缩，背靠旅大区休整，但吸引了敌新六军二十二师四个营，十四师五个营；六十军一八四师两个团及两个省防师。辽东分局在给四纵的嘉奖电中曾指出，四纵“在新开岭大捷不久，又奉命深入敌后，在冰天雪地中又勇敢地向敌后出击，大量地歼灭敌军和团队攻克了几十处据点，在广大地区内摧毁了敌人的统治，振奋了敌后人民，完成了任务，在坚持辽东斗争中起了重大作用。”第四纵队敌工部长李显组成了宽东地区工作委员会，第十师政治部副主任车学藻率数十人的武工队，活动于凤凰城、赛马集地区，这些武工队进行了艰苦卓绝的斗争，一直坚持到1947年5、 6月份反攻胜利，收复所有失地的时候，才胜利返回部队。
1947年1月16日陈云致林彪并彭真、高岗电：“准备在像冀东、热河及华北抗战困难时期的那种局面下奋斗，并将一切打算都放在三、四两纵队坚持南满这一目标上。现因我北满发动攻势，敌兵五团北调。我正利用时机求得歼敌一部，力争不但保住长白山区，且求在桓、辑、金、辉四点中收复几点。如此，则南满仍不失为东北重要的侧翼战略阵地，可以北出吉奉，西出安奉。在敌不能增兵关外及我在北满胜利的条件下，只要努力，这种可能尚未失去。”并请求“北满方面除给一万吨粮食外，再在兵员上于短期内给南满组织两个大的新兵补充团。补充团干部此间可派去，棉衣请代缝，我们还布。”
在吉南地区，1946年1月8日，吉南二十四旅七十二团及桦甸县保安团配合吉东警备二旅四团包围了驻桦树林子国民党六十军一八二师五四六团一部和县保安大队三、四中队，收复桦树林子，下午15时占领牡丹砬子，消灭、俘虏国军170余人。1月24日吉南军分区二十四旅七十二团在军分区司令员王效明指挥下，包围了吕大房子（今为桦甸市金沙乡民龙村吕大房子社）国军，25日桦甸县城国军派山炮营增援，行至西依汗村被吉南军分区二十四旅七十一团包围伏击，基本全歼，营长被击毙。1月下旬吉林军区组建（东满）独立师，将吉南军分区七十团和七十二团合编为独立师七团，将桦甸县保安团改编为二十四旅七十二团，给桦甸县留下一个连，重新组建桦甸县大队。2月1日吉林军区独立师在桦甸县桦树林子组成，赖传珠任师长，唐天际任政治委员。
第一次保卫临江历时35天。第三纵队与国军作战43次，歼敌1700多人；第四纵队与国军作战50余次，拔掉国军守备据点40多处。两个纵队在这一战役获得歼灭国军4900余人的胜利（地方部队歼敌数未计）。
1月11日毛泽东以军委名义致电给北满的林彪、高岗、彭真：“南满四纵二十天敌后作战经验亦指明，只有采取勇敢进攻方针，才是胜敌之道。他们还要勇敢一点，要敢于进攻一营两营驻守之敌而歼灭之，并且每次均一定要准备打援兵”。
战后，三纵利用10天修整，补充了新兵和弹药，发动官兵防治冻伤，设法改善伙食，恢复体力。三纵首长提出，要在克服困难上和敌人竞赛，要像战胜敌人一样战胜困难。时值春节，部队中补充新兵较多，部队春节最好能吃一次饺子。有些连队吃上了一次用土豆做馅的荞麦面饺子。

### 第二次保卫临江
1947年1月30日，在52军军长赵公武指挥下，國軍以5个师的番号，8个团和2个营的兵力，2.1万人，以通化为基地向北、向东两个方向进攻。
- 52军195师及所属583、584、585团：自1947年1月30日，195师携两个团由通化北移至东西高丽城子（今属光华镇）、小荒沟一带，向闹枝沟、碱厂沟进攻；
- 第2师第4团及6团两个营：在辑安；
- 新六军新22师及所属64、66团：由永陵进抵通化，接替52军195师防务；
- 第207师第2旅第3团：由新宾进攻柳河、三源浦，配合195师的合击；
- 60军暂编21师第2团：于金川、柳河展开扫荡，向南压迫在大荒沟的民主联军。

1月30日，敌再次集中5个师的兵力，以通化为基地，向临江二次进犯。敌，孤军冒进至通化东的高丽营子。2月3日，肖劲光决定，首先围歼敌195师。2月5日，民主联军第3纵队与第4纵队第10师，抓住正面敌人尚未出动的战机，对进至高丽城子且战斗力较弱的第195师发起反击：
- 7师由大荒沟（通化县）、柳河县八里哨、闹枝沟等从东、西两个方向直逼高丽城子，攻占599高地、杨木桥子及大青沟附近阵地；
- 8师从通化县上、下四平，临江县旱葱沟、六道江一线，攻占大龙爪沟门、小马鹿沟地区，向西北发展配合7师，并防范高丽城子之敌南窜；
- 9师于柳河县三源浦、五道沟迂回到高丽城子西南打援兵，确保7师侧翼安全；
- 10师于临江县六道江、通化县铁厂子一带阻敌22师、敌2师北犯。威迫通化，致国军2师、22师不能北援，有力地牵制了向临江进犯的国军。[2]:170-172

2月5日黄昏，经过激烈战斗，三纵的3个师将敌195师两个团三面包围，准备6日晨对敌总攻。第8师（欠第23团）在东，第7师在北，第9师在西。因8师警戒疏忽，未能及时抢占西南方向的二兑子堵点，第195师师长陈达林率千余人2月5日夜20时许乘隙隐蔽突围，悄悄离去，逃往通化。6日拂晓，7、9两师发起攻击，突击扑空，立即转向追敌，将撤逃之195师分别追歼一部，即583团、584团各一部，585团两个营。计毙、伤、俘国军2300余人（毙伤少将副师长何士雄以下800人，俘虏1500人），缴获汽车13辆，马车50台。
2月6日，新宾之第207师第3团（缺一个营）及保安团按原计划插到三源浦准备与第195师会合。肖劲光抓这个战机，命令第7、9两师合围歼敌。2月7日夜，7、9两师将敌包围。2月8日晨准备发起总攻，207师第3团突然向西北方向突围，两师立即围堵，持续到中午战斗胜利结束。207师第3团（欠1个营）被全歼，毙伤敌200余人，俘敌团长张勋(刚升任少将旅长)以下1370余人。该团第二營營長邰孝欽陣亡。缴获美式山炮2门、迫击炮6门、六0炮13门、重机枪12挺、冲锋枪73支、步枪700余支、车辆弹药物资一批。 
2月8日陈云致高岗电，虽然北满“关于难补兵员给南满”，但希望“北满的地方武装县大队中可否在三月份补我们三千人。”
2月10日军委致电肖劲光、陈云、萧华：“庆祝全体指战员以英勇顽强的作战精神,在高丽城子、三源浦歼敌之重大胜利。一切参战有功指战员都应受到表扬和奖励。望戒骄戒躁,再接再励,消灭更多的敌人”。当天军委再次致电萧、陈、萧，指出两个纵队合力在内线歼敌更妥。
四纵第十一师于1947年1月30日由师长蔡正国、政委李丙令率领由通化、辑安公路上的青沟子一带再次向宽甸、桓仁、辑安三角地区挺进。以迷惑牵制国军。11时连夜强行军进至太平哨以北的关门砬子设伏向辑安运送弹药物资的国军52军2师5团一营，于31日9时发起总攻，第33团未将逃敌截住，此战毙伤俘110余人，缴迫击炮2门、轻重机枪5挺、步枪60余支、汽车9辆、大车28台、各种炮弹1000余发、子弹20余万发、东北流通券4500余万元。此后，33团向宽甸以北、牛毛坞以南挺进，于2月5日、6日在二小子沟、罗圈夹子与敌遭遇，予敌以重大杀伤。11师主力于6日夜间西进，乘机向桓仁城守敌新22师66团第三营进攻，占城南关，毙敌百余名，俘敌32名，毁汽车3辆。这时，11师长期没有得到补充，部队冻伤人员太多，主要战斗连队仅有50多人，其他连队只有二三十人；把在东北组建的三十三团拆编，充实三十一、三十二团到各有1300多人。
12师在碧流河以西活动，相继收复据点20多处，控制纵横100多公里的地区，直接威胁安东、沈阳一线。 
第二次临江保卫战自1月30日至2月8日，正面部队运动防御作战，寻机歼敌，不顾疲劳历时8昼夜连续战斗。第三纵队在第四纵队10师的直接配合下，在插入国統区的11师、12师及辽南独立二师等部队的积极牵制策应下，获得歼灭国军5200余人的重大胜利（地方部队歼敌数未计）。 
经过两次临江保卫战的胜利，南满的斗争形势由国军的进攻变成了双方拉锯。

### 第三次保卫临江
1947年2月13日，东北保安司令长官杜聿明亲自指挥，前方指挥所设在通化，集中5個師（11团加1个山炮营），2.9万人。2月16日向八道江發動向心進攻。兵力部署为：
- 第60军暂编21师第2团:位于柳河，由金川向南，进至通沟、鹿尾林地区，向八道江实施迂回，为左翼。
- 第71军91师及所属271、272、273团；由四平经梅河口、山城镇进至杨木桥子、大北岔一带，迂回大荒沟，进占高丽城子，向八道江地区实施主要进攻
- 第52军第2师（欠第5团）:位于红石镇，为右翼。4团由通化出动，进至长春沟、高丽城子地区，与第91师并肩进攻八道江
- 第52军第195师及所属583、584、585团的残部：守备通化为预备队
- 新六军新22师（欠第65团）；由桓仁进至通化以南之热闹街，为机动 ，向八道江迂回
- 新六军第14师一部于桓仁及以东之沙尖子封锁浑江，阻止民主联军南满部队西进。

2月17日，60军暂21师2团冒进到通沟（今罗通山镇西侧），肖劲光认为正面敌军兵力强大，又能互相支援，侧面的暂21师相对孤立，决心以求歼暂21师63团作为第一步作战目标，得手后再集中兵力围歼进占高丽城子一线的91师。2月18日凌晨3时三纵七师、九师赶到东沟将暂21师63团（欠1个营）及山炮营包围于阎家街、鹿尾林地区，敌企图突围，遭20团坚决阻击。两师随后发动更猛烈的攻击，各团猛冲猛打，速战速决，上午9时许，全歼国军第六十军暂编21师第62团及山炮营。生俘团长王子宏以下1300余人，缴获迫击炮6门、山炮4门，其它武器弹药一批。并击溃由柳河来援的暂21师61团。与此同时，3纵8师、4纵10师于老岭、四道江一线，依险抗击蒋军91师、2师，使之不能前进一步，有力支援了7师、9师的战斗。
2月19日，林总、刘亚楼致电肖劲光、陈云，告知北满主力将于20日左右，再次出击松花江以南。
2月20日，三纵3个师奉命奔袭歼灭位于三源浦东侧的大北岔、德兴屯地区的敌91师272团和师属工兵营及2师6团1个营。2月21日拂晓，三纵队七、九两师迅速转兵南进会合八师。七师19团轻装前进，21日午后3时许赶到大北岔，此时8、9师已将敌三面合围，7师及时赶到将敌北路切断。8师割断了272团与91师主力的联系。当日，除攻占元宝顶子外，又反复争夺了896高地。刘玉章带着2师主力从通化进至高丽城子附近的清沟子，配合91师进攻。
2月21日晚8时，四纵10师主力于下四平、大干沟子一带分路向大龙爪沟攻击前进，歼国军一部，封锁了沟口。师长杜光华指挥29团分头守住沟口和附近的高地，指挥28团迅速向这里靠拢，准备把2师、195师堵在盆地里消灭掉。刘玉章亲自指挥2师主力向外突围，91师在旁边助攻。在沟口的那一头，从通化赶来的195师从背后向10师29团发起进攻，企图解救2师、91师。2月22日晨，三纵三个师同时发起总攻，到22日中午，3纵经过顽强战斗，终于占领了几个重要高地，将272团分割为几块，被完全包围。91师主力企图解围，被民主联军阻击部队坚持顶住。战至22日黄昏，将敌272团和师属工兵营全歼，毙第272团团长余子培、俘副团长李璞、刘博昌。22日当晚，肖劲光命令，三纵3个师于晚21时乘胜向高丽城子的敌91师主力发动攻击2月22日上午，10师28团被阻于571高地以东之青沟子一带与师部失掉联系。10师29团只有1个营守卫高地，其余部队被派往高丽城子配合3纵围歼敌军，守卫高地的这个营以排为单位，顽强抵抗国军的两面夹击。由于28团被国军阻挡在青沟子一带过不来，29团这个营苦苦支撑到黄昏，10师师长杜光华于571高地指挥战斗中牺牲。在此紧急时刻，四纵炮兵团以猛烈炮火将通化向北增援的國軍击散。
23日拂晓，第7师第19团到杨木桥子，立即向敌91师发起攻击。敌91师见我3纵三面压上，甚是恐慌。国军2师、91师主力抢在共军合围前向大龙枣沟门突围。由于10月29团那个负责阻击的营伤亡过大，蒋军得以逃脱被合围的厄运，于23日下午逃向通化。因战斗仓促，三纵未断敌后路，敌大部逃进通化。不明情况，前来增援的敌195师副师长何世雄以下600余人被我俘毙。
与此同时，北满主力第一、第二、第六纵队及独立第一、第二、第三师于2月22日越过松花江，向吉长地区之国军发动了"二下江南"作战。国军北线告急，调南满新六军新22师驰援北满，使南满之国军再无力组织进攻。
在此期间，为配合南满作战，西满军区保一旅、保二旅主动向国军出击，先后收复开鲁、库伦、长岭等地，殲滅國軍1600余人。
2月24日拂晓，四纵10师28团、三纵8师22团4连，均追歼国军至长春沟，激烈战斗后，国军全线向通化溃逃。此次战斗，连续作战八昼夜未得休整，行动迟缓，致使部分国军得隙逃回通化。歼灭国军71军91师272团及师直属工兵营、特务营、炮兵营，195师一部、2师6团一半之兵力。毙伤国军1500余人，生俘其4980余人。缴获山炮11门、六0炮60余门、战防炮16门、迫击炮28门、火箭炮12门、重机枪41挺、轻机枪170挺、冲锋枪200余支、步枪1600余支、汽车21辆、满载军火弹药之大车350余台。
北满主力二下江南，杜聿明决定调兵北上。91师于2月26日放弃了辑安和金川，辉南、柳河也只有一个营留守。2月26日，辽宁军区独立2师袭占金川，歼暂21师1个营。2月28日和3月4日，3纵7师、8师及独立2师采取奔袭动作，先后攻克柳河、辉南，歼暂21师2个营及两个保安团。3月4日，4纵12师和辽南独立1师出击辽南，在马家店歼新6军输送团及新22师65团各1个营（欠1个连）。
第三次临江保卫战前后激战10天。共歼蒋军近万人，缴获火炮127门，枪2011支（挺），汽车21辆，以及满载军火的大车350余辆，收复金川、辉南、柳河、桓仁、辑安等县城。三纵歼敌3个团，1万余人，解放县城5个。南满的军事斗争形势已经由敌攻我守、敌我拉锯向敌退我进转变。:172-174三保临江战斗，比起前两次大有进步。
辽东军区贯彻了东总集中兵力歼灭敌人有生力量的指示，每次战斗都集中了五六倍于敌军的力量，歼敌一路，达到了各个击破的目的。当国军惊恐混乱时，民主联军抓住战机，以迅速的动作捕捉附近的目标，再打一个歼灭战。这样，民主联军在运动中总是处于主动地位。
由于连续打胜仗，辽东军区部队开始转守为攻。第七师打柳河县城，驻有敌暂21师3团2营、保安队等，2000余人。2月28日晨，7师将柳河城团团包围，纵队炮团20分钟炮火急袭，3个团勇猛冲击，守敌营长带头投降，3个小时柳河县城解放。
第52军第2师抽调一个支队，归长官部直接指挥，驰援北山城子（该地原驻军为独立工兵第2团）。第2师因为刚刚在第三次进攻临江战斗中遭受重创，其第4、第6团均残破不堪，遂以第5团（团长郭永）配属第4团第1营（营长苗振清）及师炮兵营（欠一连）担任驰援的任务，于3月2日接防了北山城子。此后，该团除留第1营于北山城子外，主力奉令接替第60军梅河口防务。第2师主力则负责维护通化至新宾的交通。该师以师部及第6团主力驻防新宾；第6团第2营（营长张灿光）驻防三棵榆树；师搜索连驻防旺清门；工兵一个连驻防五凤楼；第4团（团长侯程达）率一个营驻守永陵，第4团第3营驻防快大茂子。
3月7日萧劲光、陈云、萧华复林彪电，敌一八四师调郑家屯、九十三军可能调东北，料敌仍是先南后北，企图将我各个击破。
第3纵队奉命从3月20日拂晓开始发起牵制进攻。驻守新宾的第2师除师部以外，手头只有一个第6团，而该团也只有一个残破的第3营可用。3月20日凌晨，第52军第2师第5团由梅河口出发，准备南下新宾。四百余华里刘玉章严令其必须三天内赶到。由于敌军大部已经西逃，第7师顺利占领三棵榆树，第9师第26团则向通化方向逼近，先后占领英额布、快大茂子，并歼敌一部。
国民党军第2师驻守三棵榆树的第6团第3营第7连稍事抵抗后即向旺清边门逃跑了。此后民主联军又向东昌台发起进攻，国军因兵力不足，采取广正面节节抵抗的办法，以一个营兵力占领二十里正面、十里纵深阵地，每个山头、山腰、山角、要道均设有守军，白天看去，到处有备。民主联军一旦发起攻击，则重机枪、82迫击炮在二千米的距离就开始射击，轻机枪、60迫击炮在一千五百米的距离也开始象征性射击，目的只是为了吓退对手。夜间，第6团还用了四辆汽车，夜间开灯驶入、熄灯驶离，反复数次，以示增援源源不断。民主联军因不知底细，不知道敌人有多少，居然被吓住，最后决心撤出战斗。
3月21日，三纵命令7、9两师歼灭刚驻旺清门的敌52军2师5团。第5团终于在22日黄昏，到达了距新宾仅三十华里的旺清，与原驻此地的情报搜集所及工兵一个连汇合在一起。当夜宿营旺清，打算第二天继续行军至新宾和师部会合。3月23日上午，7师第19团由北四平向旺清突击，第22团由北四平西北向八宝屯（八宝街）方向突击，断敌退路，阻敌增援，尔后向旺清发展进攻。第9师以第27团于七道沟向旺清西北迂回，防敌西逃，尔后向南实施突击；以第25团由沙宝汤向旺清攻击。
上午8时，第5团继续向新宾前进，刚出发即与3纵第9师第27团一部接触。第5团团长郭永听到枪声大作，停车观察，发现共军由东北两面向旺清进攻，另一股约七、八百人则向旺清东南面迂回，遂命令炮兵及车辆集结于一面山岭，统归炮兵营长王秀峰指挥，郭永徒步返回尚在旺清的团部（因山道狭窄，汽车无法调头。郭永9时抵团部）。时留在团部的淡世文副团长也意识到后路有被切断之危险，令第2营（江春晓营）率该部向旺清东南、庙岭沟西北间高地前进。郭永到达团部后试图和师部沟通联系，但电话已经接不通了。郭下令第4团第1营（苗振青营）率部在江春晓营右侧向北驴岭展开攻击，务必占领面庙岭沟、北驴岭西北高地，掩护侧背之安全。同时，令第5团第1营（周克林营）向一面山岭前进，尔后向东南攻击与苗振青营取得夹击之势，并令炮兵营在一面山岭放列掩护该两营之攻击。
下午13时许，7师19团与9师两个团对攻旺清门之敌，两个小时全歼敌5团。3纵第22团很快攻占了一面山，至当日下午15时，将该敌全歼。国民党军战史则称，至下午15时，苗振青阵亡，攻势顿挫，旺清守军仅依靠第3营苦撑。至当日黄昏，第5团决心突围，由于山野积雪，行动不易，伤亡甚重。该战斗中第5团“自苗振青营长以下有官兵二百余名阵亡殉职，失踪或被俘官兵约有一百五十余名。另外郭永团长以下官兵三百余人则负伤”，合计伤亡失踪被俘约六、七百名。”
四纵11师（仅有31、32团）奉命破袭安沈路和凤灌路，向抚顺、本溪地区挺进。途中，32团于16、17日连续与國軍一部遭遇于宽甸东北黄花甸子、五道岭。全师于19日进至碱厂东南红土甸子一带。2月20日15时攻打碱厂守军207师1个加强营及保安团等千余人，次日拂晓战斗结束，毙伤敌131名，俘敌783名，迫击炮2门、重机枪9挺、轻机枪30余挺、六〇炮5门、各种枪支400多、电台1部，11师伤108人、牺牲48人。
新六军第14师两个团立即由大四平镇南下尾追，寻第11师决战。11师为摆脱敌人并执行破袭安沈路的命令，部队便向安沈路急进，于2月23日攻下安沈铁路下马塘站歼敌保安团百余，并将下马塘至南芬段铁路、桥梁、隧道破坏，进至安沈路西的河沿、甜水站一带。这时敌14师主力已尾追到下马塘。
为分散敌之兵力，同时为完成破坏凤灌路的命令，第11师决定分两路返回安沈路东，先由政治部主任吴保山、参谋长杜彪同志率第32团及部分师直人员于24日夜由下马塘到南芬段之间过路重返碱厂，在碱厂休整了一周时间，3月7日在太平哨以北青沟子与师主力会合。师长蔡正国、政委李丙令率领机关大部及直属队、第31团于2月25日出发执行破袭凤灌路的任务，于26日黄昏在摩天岭东南的七日地与敌十四师工兵营遭遇，三十一团二营击溃该敌，但误了过路时间，只得在山上隐蔽一天，26日夜在通远堡南秋木庄附近全部过安沈路东。
2月27日拂晓上山阻击追上来的國軍坚守一天。因山上积雪较深，而每天要翻越3到5座山岭，部队行动迟缓，第11师决定由第31团团长、政委率团主力，先过凤灌路，由师长、政委率第31团第一营及师直警卫营在凤灌路以北之山上隐蔽一天。这时接到辽东军区司令部情况通报，敌十四师部队距该师均在15公里以内，宽甸城还有敌人新组建的第25师及十一支队。这时师长、政委下定决心，如敌向我攻击，就与敌决战到最后，并作了发生意外准备。白天没有发生情况，2月27日夜2月28日拂晓过凤灌铁路并予以破坏，3月1日拂晓到安宽公路上红石洼子休息一夜。
第11师自2月25日到3月3日，8天7夜在屋内睡的第一宿觉，吃了第一顿热饭。3月2日部队进到宽甸城南之大小荒沟一带与敌二十五师发生战斗，一营当即把敌人击溃，缴获一些马匹抓了一些俘虏都用来运送伤员。一营副教导员率三连在后边与敌十四师激战一天，大部分同志与敌拼杀牺牲。这时师长、政委决定，由师政委率一营在内线与敌拼杀，吸引、牵住敌人，师长和警卫营和师直机关绕路到尚未发现敌情的鸭绿江边之白菜地再折向北，双方在红石砬子村会合。这时，31团副团长王登高已负伤，随后战斗英雄一营教导员丛德滋同志带几个同志与上百倍的敌人激战，掩护师首长与部队的安全转移，牺牲在永甸镇东北面之无名高地上。
31团第一营早晨到达红石砬子西山口时，营长宋太和以下已经由300多人减少到只有迫击炮手、六〇炮手和轻重机枪射手共计60余人了。红石砬子村内尚有保安团280余人，师政委指示营长宋太和组织重机枪和迫击炮向村内敌人猛射，由第11师警卫营一连指导员张登芳率1个班向敌猛冲，守军逃走。该日黄昏前，蔡师长率部队来到红石砬子会合。一营和师直翻过东山去宿营。师长、政委各带警卫营和电台留在红石砬子，给辽东军区发报，当晚敌来袭击，连夜翻过东山才摆脱了敌人。
第31团于3月7日进至太平哨以北青沟子地区与第32团回合，休整数日。第11师已坚持敌后作战38天，特别是越过沈安线以后突围的8天只吃了7餐，行程250公里，作战9次，歼敌1400余人，连续冲破数倍的国军的数次合击。31团只剩下700人整。辽东军区来电通令嘉奖并给十一师坚持敌后斗争的所有人员，每人记战功一次。休整后，三保临江已近尾声，已先后收复辑安、金川、柳河、等辉南]]县城，国军正向通化收缩。为了扩大战果，3月16日第11师与12师36团奉命攻打桓仁县城，守军第2师一个营弃城向永陵逃窜，俘60余入，缴重机枪4挺、轻机枪6挺。在此休整了10天。3月下旬留32团驻守桓仁，11师奉命率31团进至四道江地区与四纵主力会合。 
辽东军区要第11师政委李丙令去临江汇报敌后斗争的情况，陈云听取了第11师3个月敌后斗争的汇报，全师从6600人减少到3300人，其中战斗减员l200余人，其余的减员主要是冻坏的。在零下20多度的夜间行军中，稍一不慎，脚就冻在地上。陈云问：3千余人的代价，在正面作战能消灭多少敌人？李丙令回答，新开岭战役时十一师战斗减员800余人，俘敌师长以下1300余人，如在正面作战，3000余人的代阶，最低可消灭敌人两个整团。
陈云说：看来，第一次（保卫临江）深人敌后，拖回敌人4个师，粉碎了敌人第一次向临江进攻，这是完全正确的，第二次、第三次就不必要了。李丙令谈到，到有还乡团的村镇时总要处决个把人。陈云问：你说处决人有作用吗？李丙令回答说：真正残酷地镇压农民杀人如麻，群众恨透了的就是这些“地头蛇”。最后陈云向李丙令重申了坚持南满的决心，说“一定要坚决打下去，打碎坛坛罐罐也要打，准备以四分之三到五分之四的代价坚决打到底，一定要坚持南满，如果我们以五分之四的代价，还坚持不住南满的话，那时我向党向人民讲，我们辽东的同志是和辽东人民同生死共患难的，我们是尽了自己应尽责任的，那时党和人民是会理解我们的！”

### 第四次保卫临江
国軍东北保安司令长官杜聿明致电南京，派副司令长官郑洞国赴南京，要求增加两个军，第四次进攻临江。杜聿明趁松花江即将解冻之机，由吉林、长春、察南、热河、冀东等地抽调11个师20个团5万人的兵力增兵通化，组成三个攻击集团，原定前二后一之三角阵形，保持重点于左翼，沿公路向通化攻击前进。杜长官由四平回沈阳，临时将前进部署改为一线配置，区分两兵团五个纵队，各纵队经路、目标，皆已规定，并言非经许可不得变更。1947年3月27日发动了前所未有的空前规模的第四次进攻临江战役。东北保安长官部作命第六八号：

一、本部以围歼辽安边区窜共之目的，决即藉通化守备队之固守，吸引共军主力于通化附近，集结有力之一部，分别由新宾及其以北地区，向通化攻击前进，将该共军包围而歼减之。攻击开始日期三月廿八日，重点保持于左兵团方面。

二、挺进军团于三月廿八日由新宾及英额边门各附近地区发起攻势，其两兵团之行动如次：

（甲）右兵团以主力新廿二师（欠一团）沿新（宾）通（化）公路，一部第二师四个营经岔路子、大泉源、头道子、夹皮沟向通化攻击前进，该兵团应与通化守备队密切联系，包围通化西南之共而歼灭之。

（乙）左兵团以八十九师附（第54师）一六二团先扫荡旺晴（注：今北汪清）、沙宝汤（注：今属新宾县北四平乡）一带之共后，以主力经五凤楼（今属向阳镇）、向阳镇、蓝山沟口、窟窿山向钓鱼台，以一部经三栅甸子、红石拉子、向小通沟、马鹿沟地区攻击前进，奏功后，进出于大中沟、城厂沟之线对东警戒，并协力通化守备队包围通化西北之共而歼灭之。

以暂廿师（欠一团）经南山城子、湾口沟子、向小城子攻击前进，奏功后，并进出夹山子、万宝山之线。该兵团到达湾口沟子，应以一部协力左侧兵团，攻占柳河，并掩护该兵团左侧背安全。

三、通化守备队应竭力固守，以待增援部队之到达。

第十三军第89师经热西察东长途之机动及扫荡作战后，即奉长官令自察南远道驰援辽东，两日车运，沿途不许停留，炊爨亦无时间，睡眠自不可能，下车后又以急行军向新宾前进，自新宾发起攻势后第二日，开始战斗。夜间皆在山上占阵宿营，雨雪中衣装尽湿，继续达一周之久，饥寒疲乏交困，最后被强敌围攻，山地化雪，遍地流水，无法筑工固守，后遭灭顶之祸。
该命令规定三月廿八日发起攻势，但因铁道车运拥挤，各兵团未克如期到达集中位置，而此时共军已停攻通化，通化之围，实际已解除。石觉在新宾开设指挥所，与各前进部队通信连络。郑洞国在营盘开设前进指挥所。
3月28日遵长官部原令前进，当晚左、右兵团到达旧门（今红升乡旧门村）、旺晴之线。
3月29日到达向水河子、三棵榆树、火石砚子（今火石咀村）之线，右兵团无战斗，左兵团击破逐次抵抗之共，近晚始到达目标。
3月30日长官部以暂廿师未到指定位置，命暂停一日，在原地扫荡。
3月31日萧劲光、陈云、萧华、程世才复林彪、彭真、高岗电：“敌兵虽多，目前其主力只二十二师两个团及十三军四个团。其他各师或则不强或已残缺。我只要再给二十二师及八十九师以相当歼灭，则渐次粉碎敌进攻是可能的。我们已集中两纵五个主力师打运动战。我们下定决心，不惜将三纵、四纵队打掉三分之二或四分之三，以争取较完整的长白山。从全局来看，这种决心十分必要。又因为此次及今后敌兵多，且靠拢，因此决心打几个恶仗、硬仗、较冒险仗（仍是运动战）。如无此决心，则必然这样也不便打，那样也不便打，其结果必然部队拖垮，山头失守，贻害全局。我们经验证明，愈怕损失则损失愈大，不怕损失则损失反小。从二月五日打到今天，共八仗，俘敌近万，我主力则伤亡三千。”建议北满“暂时不必加兵南来，因在敌区中被敌重重堵追，干部思想必恐慌（辽东敌后的经验），避战则减员，作战无法安置伤兵，很可能既有损失仍不达目的地，即使达到亦必疲惫应战，不如以此代价协同北满主力在长春西北死打硬打较有利。”“可否由北满派一个主力师到东满加强桦甸方向，其作用是积极向敌活动，带出东满部队战斗作风，并保持我们与东满交通，必要时可转到南满。”“你们准备给南满更多新兵，壮了我们的决心。我们希望来得快，给得多。第一批速南来，并将给两个现成的补充团，七天后，我们组成三个补充团架子（班长以上）来北满，以便陆续接兵南下。只要你们给人力支持，我们将以无比的勇气打仗。”
辽东军区决定，曾克林、韩先楚组织前方临时指挥部，在第十师指挥作战。
3月31日继续攻击前进，右兵团到达岔路口、英哥布之线，当面无共军踪迹。先遣部队与通化守军于快当帽子取得联系。左兵团连续击破共之抵抗，战斗日见激烈，当晚到达李家堡附近。暂廿师到达南山城子，并确悉共军主力麇集于三元堡、钓鱼台、小城子附近地区。石觉建议4月1日晨以右兵团向左旋回，与左兵团合力击灭该共军。郑副长官转达长官意旨：「右兵团应协助二〇七师攻取桓仁，不必向左旋回。」
3月31日，辽东军区回电，同意韩先楚的打中路之敌89师方案，并指定韩先楚指挥这次战斗。辽东军区决心以部分兵力牵制其两翼，集中主力第三纵队七、八、九师，第四纵队十师，军区炮兵团、两个纵队的炮兵团，分割歼灭进犯之國軍第89师，以打破攻势。:180-182 民主联军7、8、10师附纵队炮兵团在红石镇以东，以张家街为中心，布置一个方圆30公里的口袋阵，将担任主攻部队敌89师和54师162团诱入包围圈。民主联军第9师一部控制柳河，主力附军区野炮营阻击暂20师，保证正面部队作战。
4月1日右兵团到达高力墓子、快当帽子之线，无共踪.左兵团当面共军利用山地，抵抗激烈，我先头营营长阵亡，该营所剩无几，虽能到达油家街大沙滩等处，但已极为疲惫，无法在预定地点宿营。共军当晚向我彻夜反击，均被击退。
1947年4月1日，三纵八师23团三营领受诱敌深入的任务，将国军第13军第89师及54师162团牵至柳河县张家街以南柳条沟西南地区之红石河川内。
4月2日共军以全力六万余人，炮四十门，以一点多面之部署，向我油家街主力纵队猛攻，战况异常激烈，日来天雨多雾，能见度不良，空军亦无法出动支持战斗。上午歪头山被突破，第89师（师长万宅仁）集力据守蓝山，共军集火猛击，继以冲锋，反复争夺，我伤亡惨重，入晚阵势混乱，此时右兵团始获准向左兵团方面前进，因山地远隔，无法适时赶到。
4月2日，共軍各参战部队由集结地迅速隐蔽地向两翼机动。
4月3日右兵团到达英吴沟，为共军所阻，蓝山部队遂为共军所吞噬，上午九时，接得一六二团易团长无线电报告，知油家街战斗实况后，为免为共军各个击破，石觉命令集中所有车辆送弹药交通化守军，新廿二师（欠一团）及一六二团迅速集结新宾东北地区，新廿二师（欠一团）及第二师四个营迅速向新宾东南地区集结，准备尔后之作战。
4月3日凌晨6时，突然发起总攻击。在炮火掩护下，7师各团从敌左侧发起攻击，下午，19团控制瓮圈岭；10师28团控制红石镇各要点，切断敌西逃之路；正面8师英勇阻击，敌被围在这狭小地域。7师负责歼灭蓝山地域之敌。10师负责歼灭红石镇之敌。经4小时战斗，以极小代价将進攻之國軍全歼。第89师师长万宅仁险些当了俘虏，在山洞里换上便衣逃走。生俘其少将副师长张孝堂，少将副师长兼政训处主任秦世杰、政治部主任唐彬以下7800余人，毙其团长以下660余人，缴获各种炮96门，火箭筒33具、轻重机枪262挺、各种枪3177支、各种炮弹近9万发、各种子弹9.8万余发、汽车23辆、军马613匹、电台10部。与此同时，三纵九师在辽宁军区独立第二师五团配合下，坚守在弯口镇至谢家营一线20公里宽正面，顽强阻击了国民党93军暂20师、60军184师连续三昼夜进攻，毙伤国军364人，俘获200余人。
国军89师被全歼后，其它各路纷纷后退。第四次临江保卫战自3月26日至4月3日，历时9天，从辽东军区开始兵力部署到战斗结束只用了3天时间。
四月五日国军各部到达指定位置，完成迎击共军之部署，共军未敢再行追迫，会战乃告终结。

## 配合行动
北满地区仅有新一军两个师：其第50师位于德惠；其新38师则分布于九台、其塔木、乌拉街、老爷岭等地。另有第60军部位于吉林市以南的沈吉铁路沿线。
在南满部队开始一保临江战斗之时，林彪在哈尔滨召开军事会议说：“我们能否坚持南满根据地是东北形势好转与恶化的重要关键。因此，保卫南满是东北我军的中心任务。我们北满部队必须趁松花江封冻的有利时机，利用北满敌军分散守备的弱点，连续出击，把敌人的南攻北守变成我们的南北夹攻，把敌人拉过来，踢过去，打得敌人顾此失彼疲于奔命，求得在运动中消灭它几个师，以改变整个东北的形势。我们一方面要看到当面之敌新一军，是美械装备的国民党王牌，曾经远征印缅，有战斗力；另一方面，也要看到敌人的致命弱点，战线宽广兵力不足，分散骄傲……。”会上，林彪部署此次下江南作战的战术是“远途奔袭，围攻发援，小仗当大仗打”。这个点，林彪确定为其塔木：“在这里打，德惠、九台，吉林敌人一定会来增援，我们就可以在运动战中歼灭敌人。”

### 一下江南
“一下江南”作战包括“其塔木攻坚战”、以及为配合“其塔木攻坚战”而进行的“张麻子沟伏击战”、“焦家岭围歼战”、“石屯阻击战”，还有为扩大战果的“奔袭沐石河”。
1947年1月2日，开始一下江南作战。东北民主联军首长针对在敌占区作战、敌军战斗力较强、增援较快的特点，采取了远途奔袭，围点打援，小仗当大仗打的办法。一纵一个师抓住并围攻其塔木之敌，以调动敌人来援，集中主力歼灭来援之敌；第6纵队进至松花江之南岔路口一带准备打援，以策应第1纵队攻其塔木，并待机攻九台或德惠。求得将新1军这一机动支柱削弱，改变敌我力量，创造进击九台、德惠的条件。1947年1月3日，林彪致电陈云，称“只求在战略上能达到调动南满敌人和部分歼灭敌人及破坏高压电线与铁路的目的”。1月6日，林彪、罗荣桓率领东北民主联军总部到达双城指挥作战。
1947年1月5日，东北民主联军1纵、2纵、6纵和三个独立师，从榆树县、舒兰县等地一下江南。针对驻防长春、吉林市的新1军分散守备江南要点的态势，采取攻点打援：
- 以一纵三师1月5日由榆树县的秀水甸子一带出发，于1月6日中午突然包围其塔木要点。守军为新一军新38师113团第1营及辎重连、工兵排共计700多人。守军在这里构筑了比较坚固的防御工事，在镇子四周挖了两米多深的壕沟，并埋设了鹿砦、铁丝网，用交通沟紧连镇内敌各要点。靠村子西侧和北侧，有一条深宽各约两米的自然河沟（“其塔木河”），守军把靠镇的一面全砌成90度斜坡，泼上水冻成了冰坡。壕沟边上紧要的地方又修了土墙，用水泼成了冻冰墙障，除筑有十字街街心三层大碉堡外，深沟的上面每隔200米就建一个碉堡，在全镇四周修筑大小碉堡达120多个。碉堡的四周还拉上铁丝网，并在碉堡的周围埋上地雷，使外面无法靠近工事。地堡全用水泼了厚厚的一层冰壳子。3师战斗部署是：8团附山炮4门、五七战防炮1门，担任主攻；9团1营附山炮2门在东北方向佯攻；9团主力负责西侧的九台方向的打援；7团为师预备队。
- 以一纵一师在张麻子沟设伏消灭九台县城来源之國軍新38师113团（欠1营）。张麻子沟是个100多户人家的山村，位于九台县城通往其塔木的公路上，距九台约70华里，距其塔木越20多华里。村西头是一道地势险要的山口，公路通过山口，从村子中间穿过，村子夹在两山之间。1月6日上午八九点，1师到达张麻子沟以北十多里的地方。战斗力最强的1团1营放在张麻子沟南面越两华里处的双顶山上，2、3营紧挨着一营依次展开。在双顶山上，还加强了一个迫击炮连、两个重机枪排。双顶山高100多米，位于公路的东侧，离公路很近，易于接近敌人，发扬火力。1团的任务，是以双顶山为核心阵地，当敌军全部进入伏击圈后，迅速由东向西压上公路，孟打猛冲，将敌人拦腰切断；2团隐蔽在张麻子沟的西北面，担任正面阻击的任务，封住“口袋”底；3团布置在公路的西面，任务是首先断敌退路，再由西向东打。用这个“口袋”，以全部、彻底地消灭援敌。在零下三十多度的雪地上全师趴了一夜。
- 六纵配属合江炮团两个炮连、“东总”直属炮兵团1大队(山炮、野炮各一连)，1月5日分别由双城南肖家窝棚、同发屯等地出发南进，1月6日至7日之间，陈光被解除六纵指挥权，离开了六纵指挥部。六纵由杨国夫副司令员和刘其人副政治委员指挥。1月7日经由榆树县刘家店卡路河子、五棵树一带过松花江南下，截击从德惠县城增援其塔木的敌人。
- 一纵二师进至其塔木与乌拉街之间准备消灭吉林市乌拉街来援之國軍新38师112团。

战斗经过：
- 1月6日17时，3师8团1营主攻其塔木西南角，由于敌防御工事比较坚固，再加上攻击路线选择不当。连续摧毁敌人两个碉堡，两个小时后攻占了村边的第一个大院。守军连续5次反扑，都被打退了。但该营伤亡较大，一个连只剩下30几个人。在守军顽固据守下，3师前进受阻，战斗进展缓慢。纵队命令三师调整作战部署。21时，炸开了守军的三道铁网鹿砦，攻克3个地堡，占领两栋房屋。打退敌人的反击，在天亮前又攻占了两座房屋和4个地堡。虽消灭敌人100多人，但只攻占了其塔木的西南角，部队伤亡很大。期间，8团参谋长杜绍堂带领一部分人，从西面沿小道两侧发起进攻，由于地形平坦开阔，守军交叉火力封锁着前进的道路。杜绍堂参谋长中弹牺牲。7日拂晓，守敌进行反扑，3师攻入镇内部队被迫撤出。一纵领导担心其塔木攻的不狠，引不出九台、德惠國軍增援，命令三师调整部署坚决进攻。师部命令各团再次发起了强攻。7团警卫连继续进攻其塔木西北角的地堡群，7日18时以西北角为主突破口发起总攻，经一夜激战，3师仍未攻下。8日上午，残敌被压缩在镇中的几个大院内。8日傍晚，敌得知在张麻子沟全歼了九台援军，且德惠援军中途受阻时，感到待援已经无望，于晚19时穿着共军服装，分散突围。8日晚，3师各团发起最后攻击；在强大的攻势面前，剩余守军开始分散突围。3师各团对逃敌进行围追堵截。9日凌晨1时，其塔木守军基本歼灭。其塔木国军有二百多人化装为民主联军逃跑了，巧的是路上还遇到了一纵司令员万毅带领的纵队司令部和直属队，没有引起重视，让国军逃走了。其塔木之战，一纵3师亡212人，伤854人，失踪68人，合计减员1134人（不算冻伤减员278人）。血战三天毙敌353人，伤敌103人，俘敌102人总计558人的成绩。缴获炮八门、轻机枪14挺、重机枪4挺、冲锋枪34支、步枪153支、手枪3把以及各种弹七万多。3师伤亡大的原因主要是，守军把每个暗堡的射孔、各种武器的射击地段以及一些有关的地物都编了号，测好了距离，设置了水平射击材料。夜间战斗，只要将武器往上一放就知道定什么标尺，打几号目标，封锁哪个地段。敌人还进行了多项演习，一有情况，便将射击孔挡板一推，各种武器立即可以就位射击。并且3师进攻时战士们反穿着棉夜和披着白色伪装衣，进入镇内后没有及时更换，镇内的雪地早已被炮弹的硝烟涂成了黑色，战士的白色伪装十分明显地暴露了，从而加大了伤亡。当地建有“其塔木烈士陵园”。
- 一纵1师奉命于1947年1月6日中午进入八家子、吴家岗子、段家屯、朱家屯一带，准备伏击国民党九台援军。1月7日中午12时30分在张麻子沟，国军新38师113团团部、第2营、第3营、山炮连、九台县2个保安中队被民主联军第一师伏击。第1团第1营2连冲的快、攻得猛，一举将敌五两装甲车都击毁了。2团将敌人的去路堵死。3团也从九台来的路的芦家屯的方向包抄过来，并迅速地收拾了敌人的两个保安中队。113团建制被冲垮，重火器展不开，火力发扬不了。 战斗历时2小时，生俘营长孙慰民以下865，毙伤382（另说240人），113团团长王东篱阵亡，无一人漏网，并缴获了全部的武器装备。缴获各种炮28门，轻重机枪60挺，长短枪522支，炮弹628发，子弹138912发，无线电台1部，电话机21部，击毁装甲车5辆、汽车15辆。1师阵亡66人，负伤309人。1纵1师1团团长唐青山回忆：“部队已全部冲下山去。我随出击部队跑到双顶山西侧的山脚下，正在向西北方向的战场观察，突然发现有几个人影，脱离了炮火连天、激烈厮杀的人群，向南落荒而逃。”唐青山带警卫班的杨班长和警卫员王世洪追了上去，杨班长用卡宾枪两次射击，打中了先后用卡宾枪、手枪反抗的敌团长王东篱，生俘了其副官与警卫兵。
  - 1月5日第六纵队18师冒着摄氏零下四十度严寒，踏着没膝深雪，由双城驻地出发。1月7日越过松花江，向四台子、上河湾开进。1月7日13时，16师47团在石碑套、长享河一带与来自德惠的增援其塔木的国军新一军第50师第150团（欠一营）、山炮连，配属德惠保安团在上河湾西北的焦家岭遭遇，国军立即控制占领了滴水洞一带有利地形，收缩阵地，在焦家岭、方场子及老焦家、老王家、老史家几个大院，凭借院墙、碉堡进行防御。焦家岭是自上河湾向东北延伸的一条大岭，岭上有若干坚固的地主土围子大院套，岭的东南、西北两侧是沟谷。16师将滴水洞敌人包围，17师逼近至烧锅街、恒兴顺、高家窝棚一带，18师进至上河湾一带打援。第16师配属合江军区炮兵团、纵队炮兵团一大队，以47团在正面主攻焦家岭（村），第46团进入狐狸洞，以一部兵力牵制方厂子（放厂）、老焦家（焦家村）之敌，团主力由焦家岭西北角配合47团攻击；第48团从东南控制干沟村、干沟上屯，断其退路。1月7日晚22时，16师三个团分别对焦家岭老焦家、老王家、老史家大院发起攻击。由于步、炮兵协作不够好，攻击没能成功。1月8日晨发起两次总攻。由于战前没有预先的计划和准备，而仓促应战，十六师平分兵力火器与分散逐次进攻。第16师46团（该师主力团）攻击方场子、老焦家大院的敌人，先以山炮摧毁敌火力点，打开院墙突破口，尔后以爆破筒开辟道路，逐次向村里攻击，向敌据守的老焦家七次攻击，均未奏效，伤亡七百余人。1月8日黄昏后，46团终于将老焦家大院占领，守敌全部被歼。敌人仍据守焦家岭、老王家、老史家大院继续顽抗。六纵领导为了迅速解决战斗，以便应付德惠可能增援之國軍，及时打开作战局面，令18师副师长黄荣海率18师52团四个加强连的兵力（2营4、5连，3营7、8连）配属东总直属炮团1大队，第16、18师山炮营、两个团的迫击炮十二门，接替16师投入战斗，在焦家岭西南侧展开，进攻老王家大院（地主土围子）。52团向焦家岭开进时，有的连队走岔了路，延期到达。率领52团参战的18师副师长黄荣海顶住压力，坚持等情况摸清，部队和炮兵都到齐了再打。待一切准备工作完成，黄荣海下令把全团的42个掷弹筒集中起来，于9日6时发起攻击，向老王家大院齐射。敌军的火力被压制住了，52团的4个连在十二挺轻机枪、重机枪三挺掩护下杀进院落，守敌大部被歼，少数逃窜。虽然战斗比原定时间推迟了7个小时，但战斗仅用了2小时就取得胜利，52团共俘敌二百余人自身仅伤亡30人。残敌一部退守史家大院固守待援。52团立即组织对残敌围攻，连续攻击下，黄昏时一部分残敌分三路向西北方向突围；外围的独立第2师歼灭焦家岭突围的国军百余人，俘团长谭云生（谭荣生）。战后，黄荣海副师长的指挥，被林彪总结成为指挥员在作战指挥时“四快一慢”则，而受到表扬，并被东北野战军全军推广。此战斗毙副团长周云以下666人，俘团长谭荣生以下845人。东北民主联军伤亡800余人。2月10日,东总在双城召开师以上干部会议，林彪在讲评焦家岭战斗时说：“对弱的敌人，不讲技术，是不会暴露自己的弱点的，但对强的敌人不讲技术，会着着实实暴露出毛病来。16师及18师焦家岭战斗可证明这一点。16师是头等的部队，一个师打了两天，伤亡很大，只占领了一间房子，就是情况未弄清楚，未作好准备。而18师是由于有了充分准备，集中了四十几个掷弹筒，仅以三十余人的伤亡，将制高点的另一间房子占领了。”按照1946年12月24日林彪致电南满电告陈云、萧劲光，称决定了“硬拼仗”方针，[5]即为了打掉敌军的王牌部队，降低敌人一个团一个营都敢单独出击的猖狂精神，为在战场上首先从气势上把敌人压倒，在一定时期内（条件在半生不熟的状况中）、一定限制内（以数个师的兵力，不以全军），有时遇到条件不充分，亦需断然猛打，争取成为歼灭战；如不能歼灭，只要惨重地打击了敌人，只要惨重打击了敌人，虽无多大缴获，亦算胜仗。因它的间接胜利甚大，故最近我们除过去所谓歼灭战、游击战之外，现在提出一种新型的作战，即名硬拼战。……这种作战与过去的不同点，则为不是有十足把握才打，而是只有六七成胜利的把握即决心打，打时打得极顽强，打的结果可能成为歼灭战，亦可能双方都伤亡惨重……北满将这样打，希望南满也运用这种战术。[6]为此，六纵十六师四十六团在焦家岭连续七次冲锋，在这次军事讲评会上也受到表扬“打得很勇敢”“向连攻七次的部队学习，我们就要这样的部队。我们有10个这样的部队就好了。”
- 自德惠增援焦家岭的新1军50师149团的2个营，进至德惠与九台县界的石虎沟（今五台乡治坡村），被六纵十七师阻援。
- 第2师奔袭攻占了沐石河，歼守军九台县保安团两个营。
- 为了配合一纵3师其塔木攻坚战，1月3日吉北军分区司令员曹里怀率部由朝阳镇向阳出发，渡过松花江，进至石屯（今属莽卡满族乡）地区，阻击吉林市向其塔木增援之敌；舒兰县保安团奉吉林军区命令于1月6日夜，由团长吕士英和政委吴殿甲带领部队越过松花江，1月7日天刚亮，舒兰县保安团袭击了驻在石屯的叛匪“姚团”。当舒兰县保安团发起进攻，击毙10余个敌人后，匪徒们便仓皇逃窜，匪首姚继周率残部窜入石屯南面的山中。舒兰县保安团的主要任务是配合主力部队阻击国民党援军。因此也没有追击姚匪，他们迅速地占领了石屯北面的有利地形，埋伏起来，准备阻击由乌拉街增援其塔木之敌。8日清晨，几发炮弹落在舒兰县保安团阵地前沿。这时敌人的一个步兵营，在机枪掩护下向我军阵地冲来，两翼还有几十个骑兵。吉北军分区一团从右翼突然发起反冲击，打得敌人措手不及，逃回了石屯.从吉林市乌拉街北援其塔木之新1军新38师112团（欠1营），被吉北军分区骑兵团、基干一团阻止在石屯，激战3天，歼敌200余人。1月10日，吉北军分区部队在炮火掩护下，很快就冲进石屯，经数小时激战，敌人向火速向吉林市撤退，使得向其合围而来的民主联军一师、二师扑空。抓了几十个俘虏，都是一些参加过滇缅抗战的老兵，根本看不起土八路，纷纷表示只想回家，几乎没人肯主动加入民主联军，按照俘虏政策留去自由，只好把他们放了。吉北军分区所属部队返回舒兰邵家沟休整，受到“东总”的表扬。2月12日吉北军分区部队改编为东北民主联军独立三师，师长曹里怀，伍晋南兼政委。
- 1月8日，独立第一师冒着零下40度的严寒从扶余县三岔河出发，渡过松花江。首先在德惠以东花家窝棚，担任监视德惠之敌与佯攻大房身之敌任务，配合第一、第六纵队在其塔木、焦家岭、城子街等地作战。接着破坏了四马架子的大铁桥和拆毁大房身、达家沟遗留下来的防御工事。1月15日返回松花江北扶余县三岔河一带作短暂休整。
- 北满部队乘胜扩大战果。1月12日，6纵、1纵全歼盘踞九台以北城子街的1个保安团。
- 东满的吉南军分区部队攻克桦甸县桦树林子，拔掉松花江以东的唯一据点；
- 1月14日，西满的二纵收复伏龙泉车站，破坏农安至长春的铁路，威胁國軍的侧后。同时奔袭保康。
- 1947年1月15日，一纵2师奔袭沐石河，这次战斗中毙伤敌官兵107人，俘虏520多人，缴获迫击炮2门，各种枪支457支，各种弹药49430发。

“一下江南”将农安以北、德惠以东和九台以北之国军基本肃清，共歼敌5000余人，迫使国军停止对临江的进攻，并由南满抽调新30师、91师共计2个师，从西满抽调88师，北援德惠、九台。此时，由于气温降到零下40摄氏度，作战行动受到妨碍，北满民主联军1月17日夜撤回江北，北撤途中顶风前进，第一纵队轻冻伤2034人，重冻伤644人；六纵冻伤3000多人，其中17日夜行军冻坏700余人。1月20日林彪电示各部“盼各部暂勿做夜间行动，如需行动时，宁可白天行动。”高岗于1947年2月17日关于北满部队第一次出击松花江南作战情况给中央、毛主席和刘少奇的报告中提到：
```
 十七日寒流侵入东北，气候骤冷，哈市附近降至零下四十余度，满洲里则至零下五十七度，据悉此为六十年来仅有的现象……我前方部队除作战伤亡两千余人外，在两昼夜内即冻伤八千余人（大部为轻伤，现已痊愈，少数则成残废），故被迫撤退停止作战。 
```

1月11日毛泽东以军委名义致电给林彪、高岗、彭真：“最近北满、东满开始打胜仗甚慰，包围其塔木一点引起九台、吉林、德惠三处之敌无计划的增援，均被我歼灭或击溃。这一经验指出，围城打援是歼灭敌人重要方法之一。利用结冰时期有计划的发动进攻，普遍寻找敌之潜弱据点，采用围城打援方法，大量歼敌，转变敌我形势，甚为必要。” 

### 二下江南
1947年2月10日至12日，东总在双城召开师以上干部会议，总结一下江南作战经验，讨论了在东北战区如何统一作战思想、作战原则和战斗作风等问题。2月12日林彪作了总结讲话：
- 必须打好保卫南满这一仗。
- 在作战思想上，必须放手坚决作战，不怕打硬仗、打恶仗，只有如此，才能歼灭敌人，扭转战局；
- 在作战原则上，必须了解情况，熟知敌情、地形，不打莽撞仗，不打主观主义仗，要打硬拼仗，重要的战术就是死打，重要的战斗动作就是运用“三三制”战斗队形；
- 在战斗作风上，必须养成行动积极，不畏困难，不怕疲劳，坚决执行命令，主动团结和配合友邻等战斗作风。

为配合“三保临江”作战， 2月13日林彪下达作战命令：“我北满举全力于18号左右开始大举进攻敌人，此为本年度最重大意义的一次作战”“倘此次作战能歼敌两个师，则能争取开冰后主力留在松花江南岸继续展开进攻”“为了完成此次作战，须决心不惜相当数量的伤亡牺牲与忍受寒冷与疲劳”。第一步计划以六纵围攻城子街守军，其他部队伺机歼灭九台、德惠出动的援军；第二步计划以六纵围攻德惠县城，其他部队伺机歼灭长春、农安出动的援军。为避免国军闻风而逃，北满民主联军各部派出侦察队，伪装成游击队先期过江，以迷惑国军，掩护主力于松花江北岸隐蔽集结。
2月20日北满的东北野战军3个纵队另3个独立师共12个师，以及数万支前民工，发起“二下江南”作战。林彪指示：“（由于北满根据地巩固，有源源不断的兵员补充），现在情况已经起了极大的变化，可以放手打了，这次作战，就是改变东北敌我形势的开始。也即“二下江南”不仅是以调动国军进攻南满之兵力，更强调要大量歼灭國軍之有生力量。”汲取了一下江南回撤时严重冻伤减员的教训与经验，采取了各种防寒措施。六纵17师49团3营教导员王泮文记载：

战士们大多是头戴狗皮帽，也有的戴着日本大黄呢子帽，每个人都戴着厚厚的大大的口罩，还有一部分人戴鼻子罩和耳罩，头上就只露着两只眼睛。身上穿着不太厚的棉衣，外穿一灰大衣，有个别的穿着日本皮大衣。每个人外披一白伪装布，脚上穿着有几斤重的大乌拉。有的在乌拉底下绑着铁刺牙，以便爬冰崖。每个人手上带着线手套，装在挂在胸前的大手套里。除背有武器弹药外，每个人身上还背有一袋高梁米。

一纵参谋长李作鹏回忆：
 但部队的防寒工作比以前好多了，人人穿着棉大衣，头戴着大皮帽子；枪支包上了棉套。战士们还带着酒精，以便在枪凝住拉不开枪机时使用，大家的水壶变成了酒壶，每人每天可以喝二两……。
国军汲取了“一下江南”被攻点打援的教训，察觉到民主联军主力过江后立即放弃外围要点向各县城收缩。新1军新30师88团在长春，90团在九台县城，89团在上河湾、沐石河、朝阳屯、岔路口和城子街各要点视情况流动防御。2月10日第89团、师山炮营（四门山炮）及九台县保安队刚从上河湾调防城子街，修筑工事，共筑大小地堡百余个，并设置鹿砦、铁丝网等障碍物。
战斗经过：
- 城子街战斗
  - 新一军新30师第89团于2月21日察觉东野一纵、六纵于20月20日渡江进入其塔木后，22号早晨，在正面留下少数部队掩护，其余全由那条大车路从城子街向南往九台县城收缩。德惠的新1军50师打电话催促89团，要他们不惜一切代价突围。两侧的共军部队已经衔接起来，仅剩下的通向九台县城的大车路也被截断了。不得已又退回城子街。2月23日共军六纵发起了总攻，很快解决战斗全歼89团。
  - 2月20日贺东生师长率领一纵二师越过冰冻的松花江。2月21日9时林彪越级指挥1纵第2师赶赴城子街西南之五房沟、以西之长春岭堵截，22日拂晓第2师九个小时强行军100里赶至城子街以南长岭子村。二师赶到恒通沟时，天还没有亮，敌人还没逃出去。战士们马上脱掉大衣，挥动锹镐，用雪构筑工事，准备阻击敌人。天亮后，敌军动身逃跑，当他们发现往九台道路被阻，便发起了疯狂的连续突围。二师是支很硬的部队，敌人几次也没碰开。拖到上午十时，六纵队从西面北面插过来，形成了包围，城子街之敌便成了瓮中之鳖。2月22日第1纵2师与6纵16师拂晓与国军89团交战，黄昏包围该敌，毙伤副团长以下103人，俘虏165人，打退了89团南逃企图，并缴获89团辎重的大部分炮弹。但由于在包围时未乘机占领城子街阵地，致使该部缩回城子街顽抗。
  - 六纵主力在新任司令员洪学智指挥下，一夜60公里急行军奔袭城子街，2月21日17师到达城子街以西、18师到达城子街以东、东南，完成对敌合围。16师配合一纵阻援。林彪电报：“据二师偷听电话，昨日（20日）敌已发现我大军到达其塔木。因此，敌有于今晚或明晚乘夜逃跑之可能。你们最好能于明日下午4时以后开始进攻”。延迟总攻以等待朱瑞率领的2个东总炮兵团到达城子街参战。2月23日晨，朱瑞带炮兵1团、2团到达城子街后立即进入阵地。经过观察，确定敌军的主阵地设在街里的太和堂。9时50分，炮兵开始向城子街守敌猛轰。炮火准备10分钟后，2月23日10时，6纵17师2个团、18师对城子街发起总攻。炮兵则向国军太子堂主阵地实施破坏性射击1小时，有效压制了守军火力，掩护步兵迅速突入阵地。尽管长春国军出动飞机两架，后来又增至五架再次前来助战。但在6纵的猛烈攻击下，很快攻占了守军防守的据点。迫使守军缴械投降。至2月23日下午4时，城子街战斗全部结束，毙伤俘团长曾琦以下2800余，缴获各种炮67门，轻重机枪127挺，步枪813支、战马200余匹，弹药10余大车。这一仗，是东北民主联军首次在白天对国军坚固设防城镇发起阵地攻坚战。战斗胜利结束，林彪向6纵和1纵2师的指挥员发出嘉奖电。
    - 2月21日六纵17师先头第49团到达城子街以西的秀水沟南岭，发现公路上敌军人马车辆挤成一片，向西运动。团长李丕功为了不让敌军跑掉，来不及请示就指挥部队向南猛压，截击敌军。这时城子街南面枪声大作，49团知道友邻部队正在阻击敌军南逃，便勇猛地冲上公路。在正面和侧面都遭受打击下，国军只好掉头逃回城子街，重新占领阵地。17师49团尾随敌冲入城子街，占领独立房屋与敌对峙。
    - 2月21日18师部队以神速的动作，越过松花江向预定地区开进。23日8时，第18师52团向城子街展开了猛烈攻击，以3营7、8连担任主攻。战斗发起后，第7连在十五分钟内即夺取五个地堡，突破了前沿阵地。第3营缴获重机枪三挺、82迫击炮两门、60迫击炮九门、轻机枪十五挺、冲锋枪四十五支、步枪四百余支，俘虏七百余人。

  - 新30师88团从长春出援城子街未成功。
- 2月21日独立一师渡过松花江。2月24日黄昏包围了保安第9团（欠第1营）据守的布海站。2月26日清晨6时，在炮火的掩护下，第三团发起攻击，经过近一个小时战斗，守军见大势已去，除留少部兵力固守碉堡外，大队人马向东南方向突围逃跑。第三团跟踪追击，边追边打，一口气追了十几里路，到8点多钟战斗全部结束，毙敌247名，俘敌314名，缴获各种枪械300余支。随后第三团奉命阻击由长春北援德惠之敌。后因未能攻克德惠，而第七十一军和新一军等部已逼近德惠，遂奉命撤回陶赖昭休整待命。
- 一纵佔領一纵主力隐蔽在九台与城子街之间地区，准备打九台援兵。队伍隐蔽在雪地里严阵以待，但是怎么等也不见敌人出动。原来敌经“围城打援”，在失败中已经得到教训，现在一两个团不敢单独出来增援了。东野总部电报命令一纵主力立即出发前往包围九台敌人。九台县城筑有永久性的防御工事，驻有新一军一个团加保安队，是个比较难打的据点。但在共军未到达前，守军丢下空城逃跑了。共军进城后，毁掉了工事，接着在后面跟踪追击。1纵3师占九台、夺取卡伦，逼近长春。一纵3师在九台县城放手发动群众，没收国民党积存的粮食，开仓济贫，发放粮食53万斤，救济贫苦群众5400多人。
- 二纵佔領农安县城
- 2月24日吉北独三师奉命佯攻德惠，配合主力部队在城子街等地歼敌。任务就是在德惠以南地区打援。
- 2月25日，驻九台新38师、驻农安50师148团、驻哈拉哈88师迅速撤回长春。德惠守军孤立。

第二阶段作战，林彪原计划消灭哈拉哈之敌，因为敌军逃得太快，遂决定六纵司令员洪学智指挥该纵及总部炮1团、炮2团两个炮兵团和独立二师围攻德惠。1、2纵及独立1、3师于布海、米沙子一带地区阻击可能由长春北援的国军。为解德惠之围，杜聿明急由南满、西满抽调郑家屯八面城一带的71军88师、通辽以北的71军87师等部，会同长春地区的新22师和新一军新30师两个团、50师148团，共4个师12个团于3月1日由长春沿铁路线分3路并肩北援，并打开松满水电站大坝闸门放洪，使松花江冰面被洪水覆盖，阻挡民主联军跨江交通线。1纵、2纵按预计计划在布海以南中长铁路两侧节节抗击。铁路以西由2纵负责抗击，铁路以东由1纵担任抗击。由于国军北援部队兵力庞大，密集平推，始终难以形成割裂。
- 六纵随后转兵北进，2月26日与独2师共同包围德惠新1军50师师部、149、150团、1个炮兵营加上两个地方保安团共约七千余人。林彪于2月26日电告洪学智：德惠守敌是第50师150团1个步兵营、1个炮兵营及部队保安队，并判断守军已经丧失据守信心。当晚，林彪得到情报：敌50师的师部还在德惠。他预感情况可能比原来估计的要复杂，便于27日上午电告洪学智：“88师敌已退至长春，原驻德惠之敌仍在德惠。你们不必打急了，应很好地侦察地形，周密地布置火力，使部队得到必要的休息，然后再正式进攻”“（1）要很好组织侦察，不要打莽撞仗；（2）集中优势兵力、火力在敌人弱点上；（3）实施连续不断的突破；（4）总攻时间最好在3月1日拂晓或下午。”林彪命令1、2纵队所属炮兵，以及5师、6师和独1师所属炮兵部队迅速出发，配属6纵作战。 2月27日早晨，6纵的3个师和独立2师先后进入指定区域，对德惠完成包围，并开始扫清外围据点。当天到达德惠城下的炮兵部队计有30个连，各种大中口径炮80门，其中榴弹炮11门、野炮48门，山炮21门，另有总部战车团1辆97式坦克和3辆95式坦克参战。2月27日晚，6纵队召开作战会议，拥有兵力的绝对优势，又有空前规模的炮兵和坦克部队支援，加之刚刚取得了城子街战斗的胜利，六纵上下气势正盛，以4个师配属大量炮兵对付处境孤立、数量绝对劣势的德惠守军，即使其不是最初判断的1个团也完全有胜利的把握。在选择突击方向时，会上出现争论。有人主张先打敌人师部，有的主张先突破敌军的薄弱地带，也有人建议明天看了地形再说，作战会议最后作出决定，让17师从东面进攻车站，其余3个师在铁路以西各选择一个突破口，总攻时间为28日17时。四面开口，总有一面能打开。只要打开一面，横竖都能消灭敌人。为使各师都有突破的机会，80门火炮作了平均分配：17师配属野炮、榴弹炮23门、坦克4辆，16师配属山炮、野炮18门，18师配属山炮、野炮21门，独2师配属山炮、野炮18门。各师又将配属的炮兵以营或连为单位分别配属给各步兵团或步兵营。并规定28日15时开始试射，16时进行效力射（火力准备）。[8]按预定计划，炮兵部队应于28日15时试射。但配属各师的炮兵部队到15时才全部进入阵地，试射时间不得不推迟至16时，并在17时展开效力射。在炮兵实施猛烈炮火准备的过程中，步兵部队始终停止于冲锋准备位置，只顾观战、欢呼，没有充分利用炮火准备的效果迅速运动、接敌。而炮兵射虽然消耗了大量炮弹，但始终没能够为步兵真正扫清障碍。待部队发起冲击时，国民党守军已经调整部署，占领阵地，固守环城工事，以猛烈的火力封闭突破口，并阻断或压缩民主联军的进攻部队。
  - 2月28日11时，17师开始向德惠外围发起进攻，在23门火炮和4辆坦克配合下向望河堡守敌进攻，因火力分散，初次进攻未能奏效；到下午再攻，占领了望河堡；当向前推进到火车站时，发现西面是敌人新修的飞机场，大片开阔地被敌军火力严密封锁，很难通过，只好由另一个团向东北方向进攻并在夺取种马场的部分房屋后，因后续部队遭到敌人火力拦截，伤亡较大，跟不上来，只好停止进攻。到3月2日付出巨大伤亡后攻城仍未取得明显进展。二下江南作战部队乃于3月2日回师江北。[2]:175-178
  - 在肃清外围战斗中，18师第53团攻下薛家屯，迫近德惠城垣。遭敌阻击，未能突破。第52团8连1排迅速占领了该城西北方向之前哨阵地商家屯，接近城外壕沟。这时炮兵已经把炮弹打完，部队失去炮火支援，遭到守敌依托环城既设阵地内的炮火和轻重机枪的猛烈拦阻射击，加之前边又是一片开阔地，天寒地冻不便我进行土工作业，使接近敌阵地的运动时遇到了难以克服的困难，无法再组织突破。战后为纪念该排，18师授予该排为“坚守排”，作军歌一首，名为《商家屯战斗坚守排》；8连被授予“钢8连”，该连指导员陈奇被授予“战斗模范指导员”。
  - 16师以47团为第一梯队，向山东屯进攻。占领后进地形开阔，敌人火力封锁，无法向前推进。于是该团以4个连由独立2师的突破口进入城内，配合正面部队进攻敌人的环城堡。但当部队发展至六道街、五道街附近时，突破口被守军炮火封锁，民主联军在城中的部队只占领了部分草房，被压缩在城内边缘约200米的狭窄地段，没有可以依托的工事。他们与敌人激战一天，终因伤亡过大，与独立2师部队一起撤出城外。
  - 独立第2师配属给第六纵队，参加了德惠攻坚战。2月26日，独立2师逼近城西南一线，配属山炮、野炮18门，决心从拉拉屯向山东屯西北端城垣突击。该师指挥4个团，部署为：以第3团扫清外围，然后以配属的哈南分区第7团主攻，第1团为第二梯队，第4团为师预备队。2月28日下午，在18门火炮对守军阵地压制射击后，从德惠西南发起进攻，在炮火支援下冲开防线，率先打开200余米宽的突破口，2个营的兵力突入城内街道向纵深发展。第1团第3营随之跟进。守军以密集炮火压制突破口。在这关键时刻，六纵3个师均未突破城防，当日24时第16师投入4个连的兵力于从独立第2师突破口进入城内。2月29日拂晓，从西部和西北部攻入城展开巷战的有7个营。但突破口被守军猛烈炮火封锁，攻军纵深战斗经验不足，缺乏火力及时支援和伴随炮兵，入城部队占领区域狭窄，守军火力强大，抵抗非常顽强。入城部队激战至下午14时，独立2师部队打到了七道街，伤亡巨大，被迫退出城外。

为避免在德惠守军和长春援军的夹击下陷入危境，林彪果断下令各部于3月2日向松花江北转移，二下江南战斗就此结束，东北民主联军共歼敌2.5万余人，收复县城6座，重挫新1军的3个师，迫使杜聿明从南满、西满抽兵回援。
杜聿明、孙立人宣扬此次德惠作战大胜，并派新1军、第71军进抵松花江南岸农安县靠山屯、青山口、德惠县大房身、岔路口一带，相机渡江北进直取哈尔滨。德惠之战是我东北民主联军向国民党主力军扼守的城市第一次正规攻坚作战，也是第6纵首次在炮兵、坦克配合下进行的协同作战。由于轻敌麻痹，准备不足，各级指挥员及参谋人员均缺少多兵种协同作战的知识和经验，对较大口径火炮及坦克的技术性能和战术性能缺乏了解，激战三天，未能取得预期的战斗效果，被迫停止攻城回师江北。

### 三下江南
二下江南后，国军沿中长路向北占据松花江南岸，七十一军两个师到达靠山屯后继续分头北进，并有一部分伸过江北来了。新一军到达德惠后继续向东北大房身、岔路口方向进犯。并派遣地方保安团队渡江北进。林彪认为“敌人兵力分散了，我们应承乘机反击！”于“二下江南”收兵江北后不到一周，即于1947年3月7日连夜渡江南下，开始“三下江南”作战。一纵从德惠东北向西南追击新一军，准备首先围歼大房身、岔路口一带敌人，二纵从中长路西过江直捣靠山屯，六纵沿中长路向德惠挺进准备打击德惠援兵。
- 新一军见势全线后撤，德惠大房身、岔路口的新一军各部在共军一纵追击下迅速收缩到德惠，未受严重损失。共军一纵的一师和三师为第一梯队，由东向西合击岔路口敌一个团。二师为二梯队在后跟进，3月8日拂晓，一、三师包围了岔路口，只歼灭了一部分掩护部队。一纵命令一、三师继续向大房身急进，并决定首先截断敌人退往德惠的退路，然后由西往东围攻。3月10日早上六点来钟，一师前卫团进到大房身、德惠之间的川心店、钟家油坊，战斗打响。主力部队一听前卫团打响了，呼呼地向前奔跑，一口气跑了七、八里，可是还没有发现敌人在哪里，只见几个同志押着十几个俘虏下来，嘟囔着：不过瘾，不过瘾，敌人主力跑掉了。这又是新一军一股掩护大房身守军逃跑的后卫部队。一纵在三下江南以来，连续追击了三天三夜，跋涉二、三百里冰天雪地，几次扑空，战士有埋怨情绪：上级说不打主观主义的仗，为什么老是扑空。一纵部署各级干部、各级政治机关向战士宣传解释：走路就是战术，敌人被我们打怕了，现在改变了战术；要捉住兔子，就要比兔子跑的更快；这次战役刚刚开始，歼灭敌人的机会还多者呢，不要急躁。3月10日深夜，林总电令一纵立即向西急进，以配合二、六纵队打击71军，堵住敌向农安县城的退路，在运动中把敌军一举歼灭。一纵决定三师绕德惠北直抵哈拉海、万金塔地区去切断敌人退路；二师留一部分看守德惠敌人阻止其向西增援外，二师主力配合一师直插农安以北之郭家屯方向。一师从东北向西南强行军，3月11日夜里，一师连续打了四仗，行军百余里。3月11日一师前卫团在过中长路时，把从德惠县城去长春的杜聿明所乘车队的尾部四辆车歼灭，杜聿明所在的车队前三辆车跑掉了。3月11日夜晚，一纵队机关脱离战斗部队单独行动，3月12日拂晓时，刚进到四道沟不远的庄子休息，忽听传来了嘈杂的人喊马叫声，大片人马、大车在庄子西面由北向南运动，一纵机关只带了一个警卫营，当即令警卫营冲击，敌军丢下马匹和笨重的辎重车辆，四散逃跑，审问俘虏得知遭遇的是七十一军八十八师直属队。3月13日天蒙蒙亮，一师赶到郭家屯、姜家屯，路上的汽车、大车人群挤成一片，有的向东，有的向西乱窜。一师扭住88师主力，激战一上午，大部被歼灭；下午一点多继续发起了攻击，二六三团团长兰松岩也从草垛旁边钻出来投降。兰松岩感慨对李作鹏说：“真是莫名其妙的很！打响以前，据我们侦察，五十里以内没有你们队伍。我估计，即使你们走路比我们快一倍，等你们到达郭家屯，我们也进到农安城了。”共军第三师在前进中与敌人八十八师后卫遭遇，在运动中歼敌大部外，敌二六二团第2营退守孟家城子（今郭家镇孟家村孟城子组），被三师消灭。3月13日夜间十点钟，全部战斗结束了。敌八十八师全部被歼。七十一军军直和八十七师被歼灭三分之一。公路上的大车、汽车、枪支、弹药、被服、电话机扔的到处都是。
- 3月7日六纵十六师奉命配合兄弟部队围歼进至德惠县五家子村（今属达家沟镇）之敌。3月10日6时30分，六纵十六师四十六团与新一军第50师第149团一个营在朝阳堡遭遇，敌三辆坦克引导步兵冲锋。副团长吴纯仁向团政委魏佑铸报告后，和一营刘营长、教导员单印章、副教导员朱江、三连长李宪容在场指挥抗击敌坦克。三连一班长于德泉是开鲁人当过伪满的兵（后在南宁警备区副参谋长离休），第一个跳上坦克。最终此战炸毁三辆坦克，首创东北战场上步兵歼灭坦克的先例。受到东总通令嘉奖。
- 国军第88师留下第264团第2营另一个连及团部炮兵排及保安队，守备靠山屯东关的大烧锅院据点，掩护全军撤退。该营于3月9日被二纵五师围攻，陈明仁不舍这一部1330余人白白受损，从德惠县城调第88师，从农安县城调出第87师前往救援。10日深夜，林彪命令一纵立即西进，与二纵在农安县北部的靠山屯、郭家屯地区围歼国军第71军主力。3月12日，一纵各部将正撤回农安的88师大部堵截包围在郭家屯和姜家屯，毙、伤88师810人，俘263团团长兰松岩以下1193人。3月12日吉北独立三师奉命进攻吉长铁路敌据点，连克河湾子、土门岭、桦皮厂、九台等火车站，牵制驻长敌军北援。
- 3月13日，二纵包围了农安县城，一纵南下迫近长春。国军孙立人从热河抽调国民革命军第十三军之第54师，协同南满新6军新编第22师、长春新一军主力，共4个师北援农安县城，同时国军打开小丰满水库闸门水漫冰封的松花江企图封锁民主联军退路。北满民主联军围攻德惠三天三夜未果，因为孙立人部增援赶到，为避免腹背受敌于16日开始撤回江北休整。[2]:178-180
- 3月8日独立第一师渡过松花江。3月9日第七十一军第88师5个连1300多人被第而纵队第5师包围于德惠以北之靠山屯。东总命令独立一师向德惠方向前进，阻击从德惠出来援救靠山屯之敌，以保障第5师在靠山屯战斗的胜利。独立1师任务为佯攻靠山屯并切断敌第87师撤回农安的退路，以便我主力歼灭该敌，并负责查明靠山屯敌情。该师主力于9日拂晓进至靠山屯以东之拉马营子、老边岗一线。此时敌人已由五家站向靠山屯方向撤退，为保证安全，8时，敌由靠山屯后岭派出约1个营的兵力，在炮火掩护下，向拉马营子我1团2营阵地发起攻击。该营进行反击，并攻入靠山屯一角，后因腹背受敌又撤了出来，即与敌形成对峙，敌主力趁机加快回撤步伐。独立1师虽发现敌人撤退迹象，但却被少数攻击之敌迷惑，未按照9日东总电示“以一个营抗击，主力从敌侧背打出去”的战法执行。白天机会已失，夜间又无积极行动，致使当面之敌87师撤走时仍未发觉。这与2纵5师在靠山屯积极主动寻敌、歼敌、调敌形成了鲜明的对比。10日凌晨，2纵5师搜索靠山屯，发现敌88师一部千余人尚未撤走，即停止东进，展开进攻，当日24时胜利结束战斗。靠山屯之敌被围后，敌71军急调87、88师由农安、德惠来援。东总抓住有利时机，当即决定改变原定歼中长路东大房身之敌新1军5个团的部署，以一部兵力佯攻，将主力1、2、6纵等6、7个师西移靠山屯西南地区，寻机歼灭敌71军主力。9日下午独立一师向德惠开进途中，又接到东总命令，要不怕疲劳、不怕飞机轰炸、不怕农安敌人可能的追击，务必于3月11日拂晓前赶往靠山屯附近集结待命。独立一师紧急掉转方向，前卫变后卫，后卫变前卫，由东向西快速挺进，饿着肚子走了整整一个晚上。11日，敌87师由万金塔已进至苇子沟、篙子站地区，企图增援靠山屯。靠山屯守军被歼后，该师见势不妙，急忙分两路向农安方向撤退。11日拂晓先头部队刚到靠山屯附近，师部的电台还没有赶到，就由攻打靠山屯的5师转来东总电报，“进至靠山屯西南之敌第87师，今明两日必然向农安逃跑，令独立第1师应不怕疲劳，不怕飞机，向农安追击，并于12日拂晓前，赶到农安近郊，截击敌人，途中遇敌即应猛打，不必等待友军。”该师于16时由靠山屯后岭出发，当先头第3团进抵苇子沟时，即与向农安撤退之敌87师遭遇。但第3团各营连明知敌人撤退，却不大胆出击。1营1连与敌并行数百米，副营长王福生竟未敢下令截击，就将部队撤离公路。2营5连与敌相遇，尾追5里返回。更严重的是，当敌人已乘隙全部脱逃时，师、团均未组织积极追击，而在苇子沟、东西小城子一线停止前进，眼睁睁地将敌87师放走。独立1师不执行东总命令，未能完成任务，严重影响了战局，林彪非常生气：“独1师怎么搞的，这哪像个主力部队？”立即通报全军予以严厉批评。第三团苇子沟战斗打得非常艰苦，也抓了1000多俘虏，但从靠山屯战役的全局来看，我们毕竟没有堵住敌人，让敌87师逃回了农安，这势必对整个战役以至今后战局发展产生不利的影响。12日，我军主力在德惠、农安之间的郭家屯、王家车铺等地，将敌88师全部、87师一部以及71军特务团、工兵营等敌堵住，全歼6500余人。13日，独立1师逼近农安。14日，又未执行向农安以南马家店方向派出一个营侦察的命令。此时，敌新6军22师和13军54师来援农安，形势对我不利。16日，东总命令各部撤出战斗，回师江北。
- 独立二师担任打援，歼敌百余人，保证了主力在郭家屯全歼第88师。
- 3月12日独立第三师奉命参战。第七团再次渡过松花江后，首先歼灭了敌保安团驻河湾子车站的一连守兵。随后，沿长吉铁路向西继续攻击，会同第八、九两团进攻九台县城。守军新一军一个团后撤长春。独三师占领九台后，迫使吉长线东段之敌放弃分散要点龟缩吉林市内，受威胁的长春之敌不敢出援北部主战场，确保东北民主联军主力在长春以北靠山屯、农安地区歼敌。3月28日，独立三师奉命北撤返回舒兰驻地。当时九台县有一个10万千瓦火力发电厂，东总命令独立三师撤退时炸毁电厂。曹里怀师长将任务交给七团执行。几百名电厂工人围住前往爆破的工兵分队说：他们就靠电厂养家糊口，如果电厂没了，他们就断了生计，坚决反对炸电厂。带队的七团政委黎原来不及请示，犹豫再三决定不炸电厂。不久以后，九台获得了解放，电厂也回到了共产党手中。

独立一师在陶赖昭、李家拐子一带休整期间，3月23日在江北之水立屯召开军政扩大会议，认真总结了经验教训，对战斗中指挥不力的干部进行了批评教育，对对畏缩怕死、作战不积极的干部作了坚决处理，许多干部受了批评，有的受了处分，甚至调动了工作。苇子沟战斗之所以没有打好，原因固然很多，但问题主要出在指挥上。一是命令变化过多过快，部队疲于奔命，仓促投入战斗，难以做到“不打无把握之仗”；二是一个团孤军前出迎击敌人，而后续部队迟迟不能跟进，造成一个团打敌人一个师的不利局面，即使部队再英勇顽强，也难以将其全歼，而势必打成击溃战；三是在夜暗条件下堵截敌人，各级领导无法与部属保持联系，实施有效的指挥，只能各自为战，难以形成强大的战斗力。该师被东总《东北民主联军主力兵团发展简历表》评价为：“该师是北满部队中有老基础的部队，战斗力尚未充分发扬，在运动战中表现不积极。”1949年10月，东北军区司令部编写《东北三年解放战争军事资料》时，仍毫不客气地指出：“该师系东北各部队中历史基础最老的部队之一，其中有不少为土地革命及抗日战争时期之骨干成分，连以上干部绝大多数为关内参军之老干部，部队作风甚疲塌，缺乏朝气，保守性大，进步慢，战斗作风被动，战斗力未能充分发挥，其部队历史应列入东北各部队中之主力师，但战斗力还不如一般老部队及赶不上进步较快之新部队。” 

### 三下江南作战总结
三次南下松花江作战，东北民主联军北满部队共歼灭了新1军新38师1个团，新30师1个团又一个连及一个保安团；歼灭71军88师及军直属队之工兵营的2个连，辎重营的5个连，通讯营的1个多连及野战医院一部；击溃了87师并歼灭了其260团的一个营，另外还歼灭了新6军新22师66团的两个连。共毙俘伤15250余人。国军则因胜利击退共军围攻，士气大振，同时杜聿明、孙立人之间矛盾加剧。
三下江南作战中，管辖解放区舒兰县、榆树县与拉锯区德惠县、九台县、永（吉）北县的吉北分区地委书记伍晋南与专员武少文，发动群众全力支前。1月6日奉东总之命在榆树县成立总兵站，建立秀水甸子、榆树、大岭至拉林，以及由黑林子、土桥至五常两条兵站线。榆树县建立了兵站医院，舒兰县在边沿区白旗建立了兵站，分别由县长任兵站站长、县委书记任政委。兵站下设运输接待股和供给管理股。榆树县派出担架队员达3．3万人次、战勤民工20万人次、运输大车3.3万多台次、医护人员29人次，护理伤员460名、做军鞋3.5万双；舒兰县组织担架1750付、大车600台。

## 中共纪念
- 白山市七道江会议纪念馆，位于白山市浑江区七道江镇七道江村
- 临江市四保临江战役纪念馆，位于临江市猫儿山路2号
- 四保临江战役指挥部旧址，位于临江市临江林业局院内